# Creu de Cavaller de la Creu de Ferro

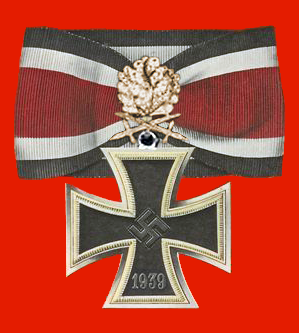
La màxima expressió de la condecoració: la Creu de Cavaller de la Creu de Ferro amb Fulles de Roure d'Or, Espases i Diamants, només atorgada un cop

La Creu de Cavaller de la Creu de Ferro (Alemany: Ritterkreuz des Eisernen Kreuzes, o sovint simplement Ritterkreuz era una condecoració de l'Alemanya Nazi i reconeixia l'extrema valentia al camp de batalla o el lideratge militar extraordinari durant el període del Tercer Reich.

## Prerequisits
Per optar a la Creu de Cavaller, un soldat havia de posseir la Creu de Ferro 1939 de 1a Classe, si bé va haver algun cas en què es van concedir les dues de manera conjunta.
Els comandants d'unitat també la podien rebre per una conducta exemplar amb la seva unitat de manera individual. Els comandants de submarins la podien rebre després d'enfonsar 100.000 tones, i els pilots de la Luftwaffe la podien rebre després d'obtenir 20 punts (1 punt per abatre un avió d'un únic motor, 2 punts per abatre avions de 2 motors, i 3 per avions de 4 motors; tots els punts es doblaven si era de nit).
Va ser atorgada entre 1939 a 1945, i els requisits van anar augmentant a mesura que la guerra avançava.

## Graus
La Creu de Cavaller estava dividida en cinc graus, excloent la Gran Creu de la Creu de Ferro:

### Creu de Cavaller (Ritterkreuz des Eisernen Kreuzes)
La Creu de Cavaller de la Creu de Ferro està basada en la promulgació del Verordnung über die Erneuerung des Eisernen Kreuzes (Reglament de la Renovació de la Creu de Ferro) de l'1 de setembre de 1939:
Regulació de la Renovació de la Creu de Ferro 
Article 1
La Creu de Ferro s'atorgarà en els següents graus i ordre:
1. Creu de Ferro de 2a Classe (Eiserne Kreuz 2. Klasse)
2. Creu de Ferro de 1a Classe (Eiserne Kreuz 1. Klasse)
3. Creu de Cavaller de la Creu de Ferro (Ritterkreuz des Eisernen Kreuzes)
4. Gran Creu de la Creu de Ferro (Großkreuz des Eisernen Kreuzes)

Article 2
La Creu de Ferro s'atorga exclusivament per valentia davant l'enemic i pels mèrits excel·lents al comandar tropes. La concessió d'una classe superior ha de ser precedida per la concessió de totes les classes precedents.
Article 3
Em reservo a mi mateix la potestat d'atorgar la Gran Creu de la Creu de Ferro per les accions superiors que influeixin decisivament en el curs de la guerra
Article 4
La 2a Classe i la 1a Classe tenen la mateixa mida i forma que les versions anteriors, amb l'excepció que a l'anvers hi figura l'esvàstica i la data 1939
La 2a classe es llueix en una cinta negre-blanc-vermell al forat del botó, la 1a classe sense cinta sobre el costat esquerre del pit.
La Creu de Cavaller té una mida major que la Creu de Ferro de 1a classe i es llueix al voltant del coll, amb una cinta negre-blanc-vermell.
La Gran Creu mesura aproximadament el doble de la mida de la Creu de Ferro de 1a classe, té la vora daurada (en lloc de platejada) classe i es llueix al voltant del coll, amb una cinta negre-blanc-vermell.
Article 5
En cas que el receptor ja tingui una o les dues classes de la Creu de Ferro de la Guerra Mundial, llavors, en lloc d'una segona creu se li atorgarà una barra de la Creu de Ferro de 1918 lluint l'emblema nacional i la data 1939; en cas de la 2a classe, la barra es llueix sobre el galó, en cas de la 1a classe sobre la Creu.
Article 6
El receptor rep un certificat de la concessió.
Article 7
La Creu de Ferro ha de ser retinguda com heretat pels hereus del receptor després del seu traspàs.
Article 8
El processament de les concessions són atorgades pel Comandament Suprem de les Forces Armades, d'acord amb el Ministre d'Estat i el Cap de la Cancelleria Presidencial.
Berlín, 1 de setembre de 1939
Der Führer
Adolf Hitler
Cap del Comandament Suprem de les Forces Armades
Wilhelm Keitel
Ministre de l'Interior
Dr. Wilhelm Frick
Ministre d'Estat i Cap de la Cancelleria del Führer i Canceller del Reich 
 Otto Meißner

### Creu de Cavaller amb Fulles de Roure (mit Eichenlaub)

Amb Fulles de Roure

Basat en la promulgació del Reichsgesetzblatt I S. 849 del 3 de juny de 1940, on es modificaven els articles 1 i 4:
Article 1
Creu de Cavaller de la Creu de Ferro amb Fulles de Roure
Article 4
Les Fulles de Roure de la Creu de Ferro estan formades per 3 fulles de roure platejades afegides a la cinta.

### Creu de Cavaller de la Creu de Ferro amb Fulles de Roure i Espases (mit Eichenlaub und Schwertern)

Amb Fulles de Roure i Espases

Basat en la promulgació del Reichsgesetzblatt I S. 613del 28 de setembre de 1941, on es tornaven a augmentar els articles 1 i 4:
Article 1
Creu de Cavaller de la Creu de Ferro amb Fulles de Roure i Espases
Creu de Cavaller de la Creu de Ferro amb Fulles de Roure, Espases i Diamants
Article 4
Les Fulles de Roure i Espases consisteixen en dues espases creuades sota les 3 fulles de roure 
 En cas de Fulles de Roure i Espases i Diamants les 3 fulles de roure i els punys de les espases estan enjoiats amb Diamants.

### Creu de Cavaller amb Fulles de Roure, Espases i Diamants (mit Eichenlaub, Schwertern und Brillianten)

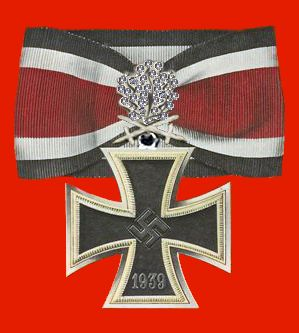
Amb Fulles de Roure i Espases i Diamants

També basat en la promulgació del Reichsgesetzblatt I S. 613 del 28 de setembre de 1941

#### Persones que obtingueren de la Creu de Cavaller amb Fulles de Roure, Espases i Diamants

##### Pilots
- Coronel (Oberst) Werner Mölders (15 de juliol de 1941)
- Major General (Generalleutnant) Adolf Galland (28 de febrer de 1942)
- Coronel (Oberst) Gordon Gollob (3 d'agost de 1942)
- Capità (Hauptmann) Hans-Joachim Marseille (3 de setembre de 1942)
- Coronel (Oberst) Hermann Graf (16 de setembre de 1942)
- Major Walter Nowotny (19 d'octubre de 1943)
- Coronel (Oberst) Helmut Lent (7 de juliol de 1944)
- Major Erich Hartmann (8 d'agost de 1944)
- Major Heinz-Wolfgang Schnaufer (14 d'octubre de 1944)
- Coronel (Oberst) Hans-Ulrich Rudel (Diamants: 29 de març de 1944, Fulles de Roure Daurades: 1 de gener de 1945)

##### Capitans de submarí
- Capità (Kapitän zur See) Wolfgang Lüth (11 d'agost de 1943)
- Comandant (Fregattenkapitän) Albrecht Brandi (21 de novembre de 1944)

##### Mariscals
- Erwin Rommel (11 de març de 1943)
- Albert Kesselring (9 de juliol de 1944)
- Walter Model (17 d'agost de 1944)
- Ferdinand Schörner (1 de gener de 1945)

##### Generals i Oficials d'Estat Major
- Generalmajor Adelbert Schulz (9 de gener de 1944)
- SS-Obergruppenführer Herbert Otto Gille (9 de setembre de 1944)
- General der Fallschirmtruppe Hermann-Bernhard Ramcke (9 de setembre de 1944)
- Generalleutnant Theodor Tolsdorff (18 de març de 1945)
- Generalleutnant Dr. Karl Mauss, DDS (5 d'abril de 1945)
- General der Panzertruppe Dietrich von Saucken (8 de maig de 1945)
- General der Panzertruppe Hermann Balck (3 d'agost de 1944)
- General der Panzertruppe Hasso von Manteuffel (18 de febrer de 1945)
- Generalleutnant Hyazinth Graf Strachwitz (15 d'abril de 1944)
- SS-Oberstgruppenführer Josef "Sepp" Dietrich (6 d'agost de 1944)
- Generaloberst Hans-Valentin Hube (20 d'abril de 1944)

### Creu de Cavaller amb Fulles de Roure Daurades, Espases i Diamants (mit Goldenem Eichenlaub, Schwertern und Brillianten)

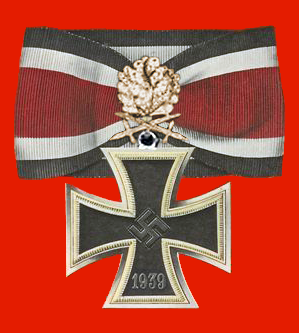
Amb Fulles de Roure Daurades, Espases i Diamants

Basat en la promulgació del Reichsgesetzblatt 1945 I S. 11 del 29 de desembre de 1944, on es tornaven a augmentar els articles 1, 2 i 4:
Article 1
Creu de Cavaller de la Creu de Ferro amb Fulles de Roure Daurades, Espases i Diamants
Article 2
La Creu de Cavaller de la Creu de Ferro amb Fulles de Roure Daurades, Espases i Diamants només es podrà atorgar 12 vegades, per honorar davant del poble alemany els combatents de més èxit, que hagin rebut tots els graus de la Creu de Cavaller de la Creu de Ferro.
Article 4
En el cas de les Fulles de Roure Daurades, Espases i Diamants, les 3 fulles de roure i les espases estaran fetes d'or, i igualment enjoiades amb diamants.

## Receptors
En total, s'atorgaren 7.318 Creus de Cavaller, però només 882 van rebre les Fulles de Roure (a més de 8 no alemanys), i 159 reberen les Fulles de Roure i les Espases (a més d'un receptor honorífic, l'Almirall japonès Isoroku Yamamoto). Només 27 homes reberen els Diamants (3 mariscals de camp, 10 generals, 3 coronels, 9 asos de l'aviació i 2 capitans de submarí) i Hans-Ulrich Rudel va ser l'únic receptor de la Creu de Cavaller amb Fulles de Roure Daurades, Espases i Diamants.
Entre els oficials que participaren en el complot per assassinar Hitler del 20 de juliol de 1944 havien 13 receptors de la Creu de Cavaller. 711 receptors de la Creu de Cavaller després serviren al Bundeswehr, amb 114 d'ells arribant al rang de general.

### Distribució per servei
| Heer  | Luftwaffe | Kriegsmarine | Waffen-SS |
| ----- | --------- | ------------ | --------- |
| 4,785 | 1,785     | 318          | 460       |

## Llei sobre Títols, Ordes i Signes Honorífics
La Llei alemanya sobre Títols, Ordes i Signes Honorífics (alemany: Gesetz über Titel, Orden und Ehrenzeichen) regula l'ús de la Creu de Cavaller en l'Alemanya posterior a la Segona Guerra Mundial. El motiu és que la llei alemanya prohibeix l'exhibició de l'esvàstica, per la qual cosa el 26 de juliol de 1957 el govern de la República Federal d'Alemanya autoritzà reemplaçar l'esvàstica central per un manat de fulles de roure, similar al que lluïen les creus de ferro de 1813, 1870 i 1914, que podia ser lluïda pels receptors de la Creu de Ferro de la Segona Guerra Mundial.